# Bruno Fink
Bruno Fink – polski aktor teatralny żydowskiego pochodzenia, aktor Teatru Żydowskiego w Warszawie.

## Kariera
Teatr Żydowski w Warszawie
- 1960: Strach i nędza III Rzeszy
- 1961: Samotny statek
- 1962: Bar-Kochba
- 1962: Joszke Muzykant
- 1963: Serkełe
- 1963: Bezdomni
- 1964: Wielka wygrana